# Oecomys
Oecomys is een geslacht van zoogdieren uit de familie van de Cricetidae. De wetenschappelijke naam van het geslacht werd in 1906 gepubliceerd door Oldfield Thomas.

## Soorten
Er worden 22 soorten in dit geslacht geplaatst:
- Oecomys auyantepui Tate, 1939
- Oecomys bicolor (Tomes, 1860)
- Oecomys catherinae O. Thomas, 1909
- Oecomys cleberi Locks, 1981
- Oecomys concolor (J. A. Wagner, 1845)
- Oecomys flavicans (O. Thomas, 1894)
- Oecomys franciscorum Pardiñas et al., 2016
- Oecomys galvez Voss, Fleck, & Giarla, 2024
- Oecomys jamari Saldanha et al., 2023
- Oecomys makampi Voss, Fleck, & Giarla, 2024
- Oecomys mamorae (O. Thomas, 1906)
- Oecomys matogrossensis Saldanha & R. V. Rossi, 2021
- Oecomys nanus Voss, Fleck, & Giarla, 2024
- Oecomys paricola (O. Thomas, 1904)
- Oecomys phaeotis (O. Thomas, 1901)
- Oecomys rex O. Thomas, 1910
- Oecomys roberti (O. Thomas, 1904)
- Oecomys rutilus H. E. Anthony, 1921
- Oecomys speciosus (J. A. Allen & F. M. Chapman, 1893)
- Oecomys superans O. Thomas, 1911
- Oecomys sydandersoni Carleton, L. H. Emmons, & Musser, 2009
- Oecomys trinitatis (J. A. Allen & F. M. Chapman, 1893)

Aegialomys · Amphinectomys · Casiomys · Cerradomys · Drymoreomys · Eremoryzomys · Euryoryzomys · Handleyomys · Holochilus · Hylaeamys · Lundomys · Megalomys · Megaoryzomys · Melanomys · Microakodontomys · Microryzomys · Mindomys · Neacomys · Nectomys · Nephelomys · Nesoryzomys · Noronhomys · Oecomys · Oligoryzomys · Oreoryzomys · Oryzomys · Pattonimus · Pennatomys † · Pseudoryzomys · Scolomys · Sigmodontomys · Sooretamys · Tanyuromys · Transandinomys · Zygodontomys